# Onur Acar
Onur Acar (* 1. Januar 1983 in Ankara) ist ein ehemaliger türkischer Fußballspieler.

## Karriere

### Verein
Acar startete seine Vereinsfußballkarriere 1999 beim Traditionsverein MKE Ankaragücü. Hier erhielt er 2001 einen Profivertrag, spielte aber weiterhin eineinhalb Spielzeiten lang ausschließlich für die Reservemannschaft des Vereins. Im Frühjahr wechselte er dann innerhalb der Stadt zum Viertligisten A. B. Kızılcahamam Belediyespor. Nachdem er eineinhalb Spielzeiten durchgängig für diesen Klub aktiv gewesen war, kehrte er im Sommer 2004 zu Ankaragücü zurück. In der ersten Saison etablierte er sich innerhalb der Mannschaft als Ergänzungsspieler und wurde auch für die Türkische U-21-Nationalmannschaft nominiert. Nachdem er in der zweiten Saison seine Einsätze auf 20 Partien steigern konnte, spielte er die nächsten zwei Spielzeiten keine Rolle mehr und verließ den Verein.
Nach seinem Weggang von Ankaragücü heuerte er im Sommer 2009 beim Zweitligisten Adanaspor an. Acar etablierte sich schnell innerhalb der Mannschaft und spielte mit seinem Team lange Zeit um den zweiten Tabellenplatz und damit um den direkten Aufstieg in die Süper Lig. Am Ende belegte die Mannschaft aufgrund des schlechteren Torverhältnisses hinter Bucaspor den dritten Tabellenplatz und musste an den Playoffs teilnehmen. Hier scheiterte der Verein und verpasste somit die letzte Chance für den Aufstieg. In der neuen Spielzeit wurde er vom Trainer Kemal Kılıç über die gesamte Hinrunde nicht eingesetzt. Daraufhin wechselte Acar im Frühjahr 2011 zum Drittligisten Eyüpspor.
Nach einem halben Jahr bei Eyüpspor wechselte Acar innerhalb der Liga zu Balıkesirspor. Mit diesem Verein erreichte er in der Saison 2012/13 die Meisterschaft der TFF 2. Lig und damit den Aufstieg in die TFF 1. Lig.
Im Sommer 2013 verließ er Balıkesirspor und heuerte beim Drittligisten Alanyaspor an. Mit diesem Verein stieg er als Playoff-Sieger der TFF 2. Lig in die TFF 1. Lig auf.
Zur neuen Saison wechselte er zum Drittligisten Yeni Malatyaspor. Mit diesem Verein erreichte er am 34. Spieltag der Saison 2014/15, dem letzten Spieltag der Saison, die Meisterschaft und damit den Aufstieg in die TFF 1. Lig. Damit gelang es Acar mit drei verschiedenen Mannschaften in die TFF 1. Lig aufzusteigen.
Zur Saison 2015/16 wechselte er zum Drittligisten Fethiyespor. Danach wechselte er innerhalb der Türkei zwischen Viert- und Fünftligisten hin und her. Am 1. Juli 2019 gab Acar sein Karriereende bekannt. Sein letzter Verein war Ödemis Spor.

### Nationalmannschaft
Acar spielte 2005 einmal für die Türkische U-21-Nationalmannschaft.

## Erfolge
Mit Balıkesirspor
- Meister der TFF 2. Lig und Aufstieg in die TFF 1. Lig: 2012/13

Mit Alanyaspor
- Playoff-Sieger der TFF 2. Lig und Aufstieg in die TFF 1. Lig: 2013/14

Mit Yeni Malatyaspor
- Meister der TFF 2. Lig und Aufstieg in die TFF 1. Lig: 2014/15